# Colosseo nella pittura
In Colosseo nella pittura, le trasformazioni dell'Anfiteatro Flavio, sia nell'immaginario collettivo sia nei mutamenti reali dell'edificio, sono rappresentate e documentate anche dalle immagini che, attraverso i tempi, ne hanno dato i pittori.

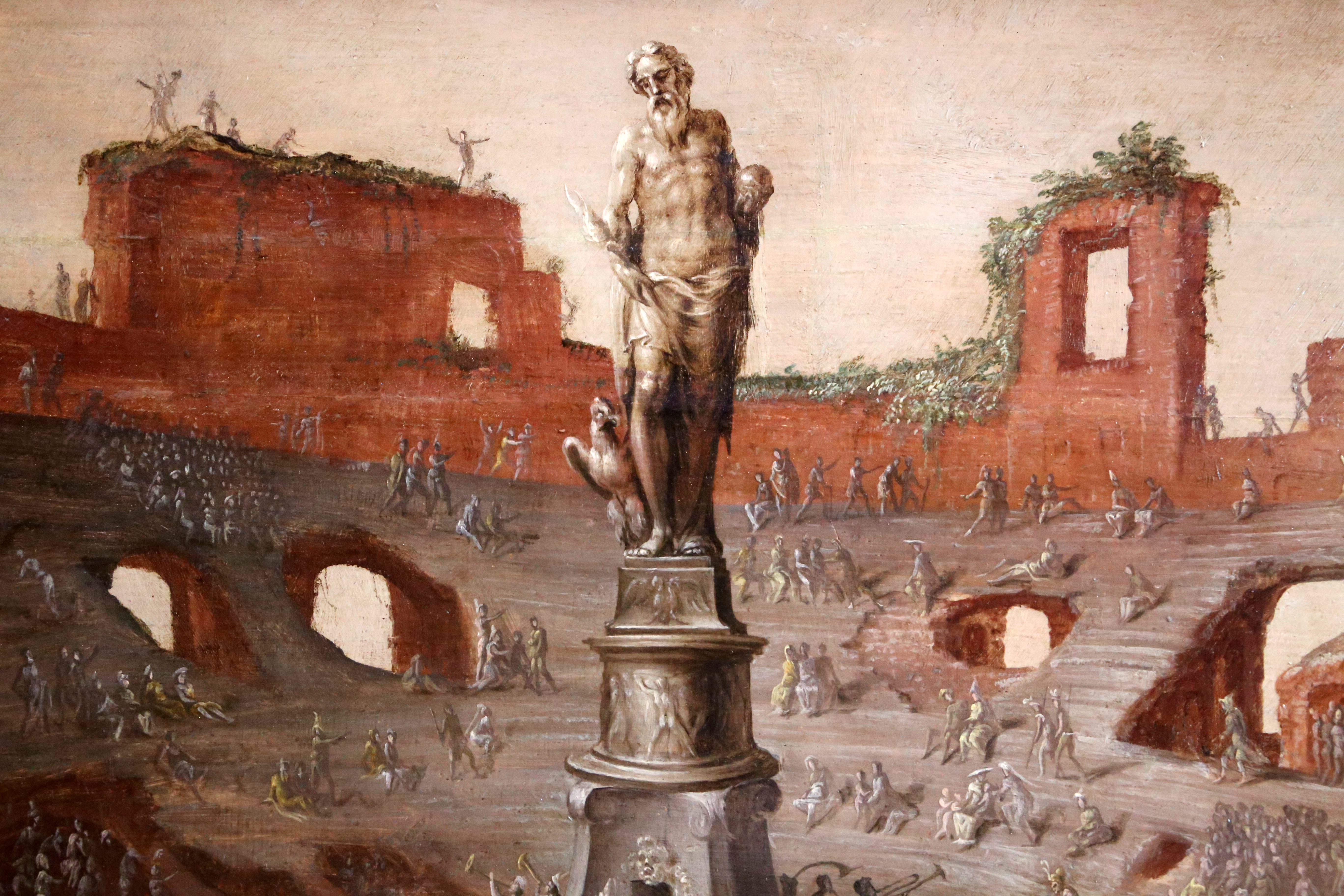
Maarten van Heemskerck, Tauromachia nel Colosseo in rovina, 1552, part.

## Nota introduttiva
In pittura, come nelle incisioni, nei sigilli, nelle medaglie, l'immagine del Colosseo divenne il simbolo della Roma antica, più di quella di ogni altro monumento. L'Anfiteatro Flavio ebbe all'inizio una funzione pratica, topografica, urbanistica, poi assunse una funzione ideologica. Per forma e per posizione - al centro di una conca e contornato da colline - si prestava a vedute prese da vari punti elevatiː dal Campidoglio, dai giardini sul Colle Oppio, dalle rovine della Domus Aurea di Nerone, dagli Orti Farnesiani. Un'antica immagine del Colosseo si trova nella Pianta Marmorea dell'epoca di Settimio Severoː si tratta della pianta del monumento, incisa su marmo. Il Colosseo appare nelle monete di bronzo, dal I al IV secolo d.C.

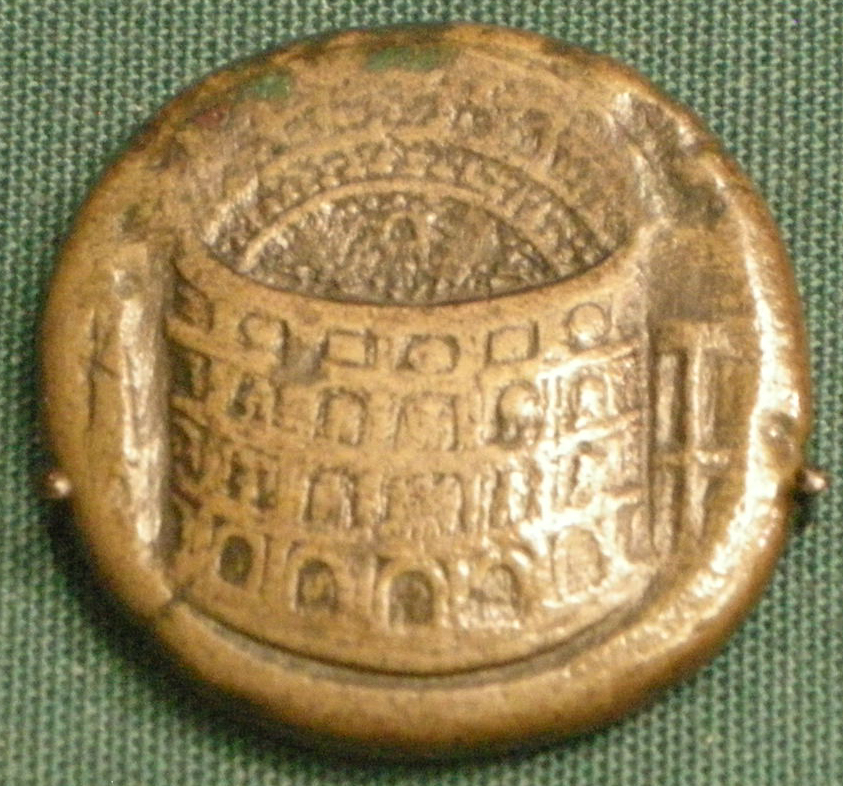
Moneta di bronzo con il Colosseo, 80 d.C.

### Descrizione del Colosseo
Fu costruito nella terza regione augustea, una volta occupata da domus lussuose di tarda età repubblicana e da alloggi popolari; ma che era marginale, rispetto al centro di Roma. L'incendio del 64 d.C. rase al suolo l'intera regione terza e Nerone ne approfittò per integrare il territorio nella sua dimora imperiale. Dopo la tragica fine di Nerone, la politica edilizia della dinastia Flavia restituì al pubblico il godimento di ampi spazi che erano stati sottratti dal tiranno. Fu realizzato quindi il Colosseo, con accanto edifici funzionali agli spettacoli, cioè magazzini e caserme per i gladiatori. Il quartiere destinato a spettacoli spostò a sud il baricentro della città.
Col declino di Roma e per il conseguente declino della funzione ludica, per cui era stato concepito e realizzato, il Colosseo progressivamente si trovò isolato e il territorio circostante, compreso il Foro Romano, fu invaso da stagni che rendevano insalubre la zona.
L'Anfiteatro Flavio, a pianta ellittica, è composto da un'arena - dove si svolgevano gli spettacoli - circondata da un muro (podio), sormontato da una balaustra. Intorno c'è la cavea, cioè le gradinate. Intorno all'arena corre un canale anulare, per evacuare le acque piovane. Sotto l'arena ci sono gallerie di servizio, in comunicazione con l'esterno. 
La facciata esterna è una fascia continua, con arcate sostenute da pilastri. 
La posizione scelta per il Colosseo ricadeva in una valle contornata da alture tufacee: Fagutale, Oppio, Palatino e Velia (collina demolita in epoca fascista). La zona è attraversata dal fosso Labicano che scorre sotto l'arena.
I crolli delle strutture del monumento, causati dal terremoto del 801, incrementarono l'attività di spoglio del Colosseo. 

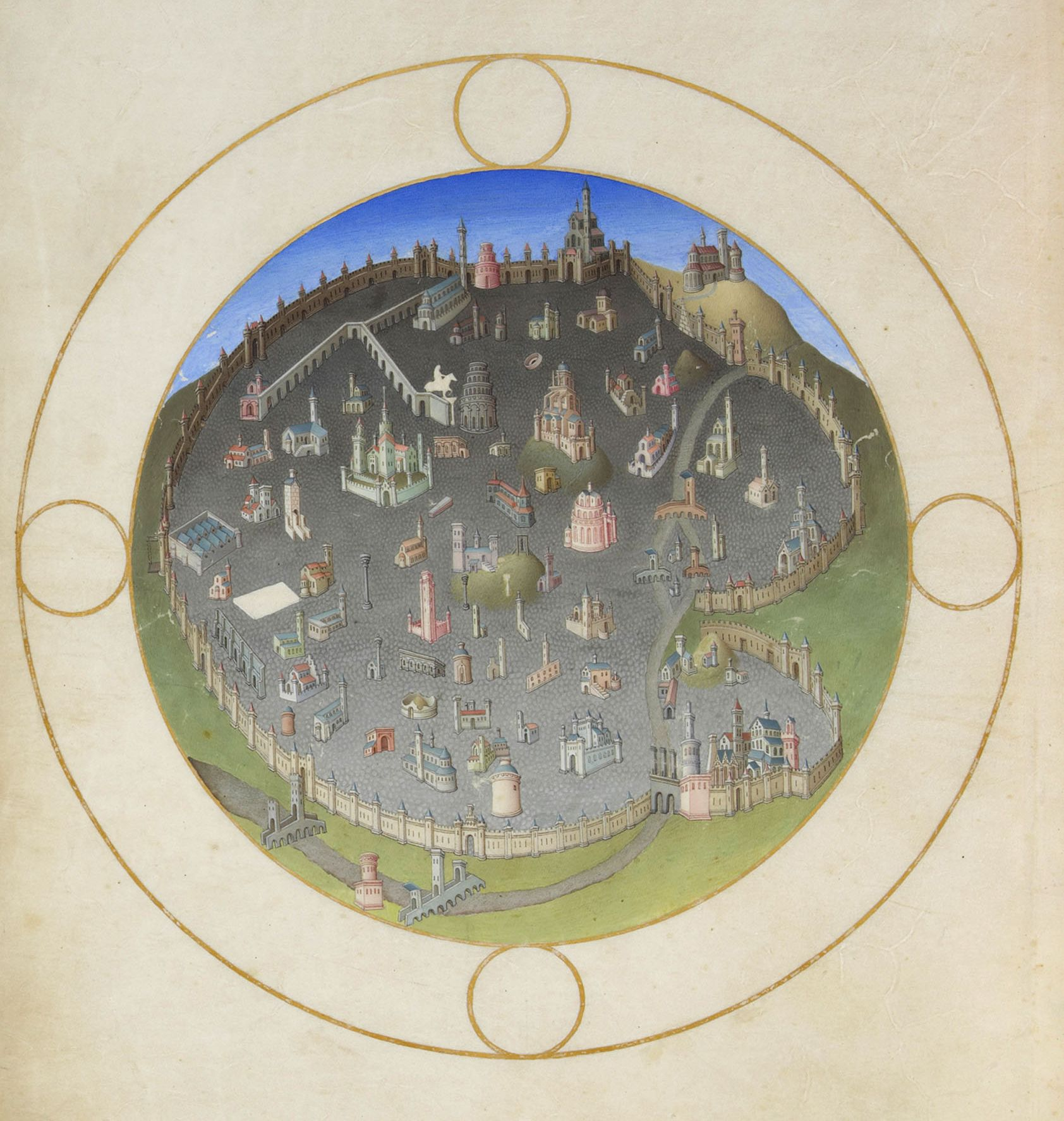
Très riches heures du Duc de Berry, f. 141v, Veduta di Roma

### Il Colosseo dal Basso Medioevo al Rinascimento
Per la visita a Roma dell'imperatore Lodovico il Bavaro (1332) il Senato romano offrì uno spettacolo di tauromachia al Colosseo. Una veduta di Roma, con il Colosseo, fu incisa nel sigillo d'oro di questo imperatore. Studiosi umanisti, tra cui Poggio Bracciolini e Flavio Biondo, ricostruirono la funzione originaria dell'anfiteatro e si lamentarono che il monumento stesse scomparendo, per opera degli stessi romani che lo depredavano.
Un'antica immagine dipinta del Colosseo è presente in una veduta di Roma, iscritta in un cerchio, che comprende i monumenti più importanti della città. Fu dipinta fra il 1411 e il 1416 dai fratelli Paolo, Ermanno e Giovanni di Limburg, nel manoscritto leTrès riches heures du Duc de Berry. Il Colosseo è rappresentato come una torre a più piani.
Nell'Orazione nell'orto di Andrea Mantegna, alla National Gallery di Londra, si vede sullo sfondo una Gerusalemme, immaginaria ma universale, con il campanile di San Marco di Venezia, il Colosseo, e la Colonna traiana.
Le antichità romane attraevano pittori, scultori, architetti. Giuliano da Sangallo, come elementi architettonici di studio, disegnava parti di monumenti e fece anche uno spaccato del Colosseo (il manoscritto di Giuliano da Sangallo è alla Biblioteca Apostolica Vaticana) e Antonio da Sangallo il Giovane realizzò ad acquarello una Sezione del Colosseo (Firenze, Gabinetto dei disegni e delle stampe).
Antoine Caron, pittore di corte di Caterina de' Medici, in Massacro ordinato dai Triumviri (Louvre), rievocò un recente e drammatico episodio storico, inserendolo in una veduta falso antica, con un Colosseo in rovina e con altri elementi archeologici monumentali, quali il Pantheon e il Castel Sant'Angelo, tutti assemblati in una ricostruzione fantasiosa.

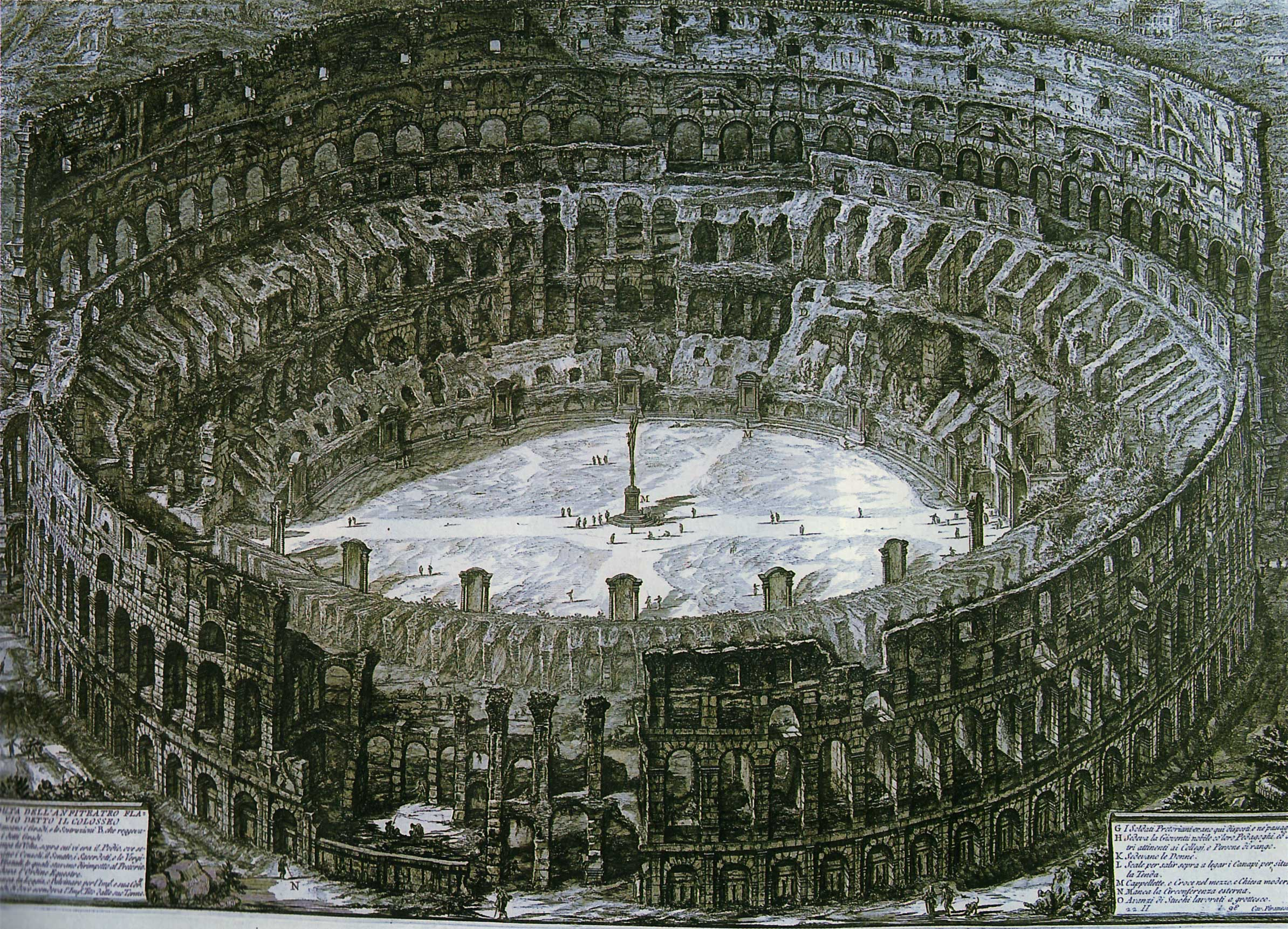
Interno del Colosseo, incisione di Giovanni Battista Piranesi, 1750 circa

### Il Colosseo dal Seicento al Novecento
Nel 1604 il Senato romano destinò alla costruzione del nuovo palazzo del Campidoglio i proventi della vendita di pietre sottratte al Colosseo. Nel 1644 papa Urbano VIII utilizzò il travertino di tre arcate crollate, per la costruzione di palazzo Barberini. Ancora nel 1703 papa Clemente XI costruì la scalinata del porto di Ripetta con blocchi caduti da un arco del Colosseo. 
Cresceva intanto l'interesse dei pittori, nei confronti del monumento. Nel Salone di Apollo del Castello di Versailles venne rappresentata ad affresco un'Ispezione di Vespasiano ai lavori del Colosseo.
Se in un olio di Michelangelo Cerquozzi (attribuzione) e di Codazzi, databile alla metà del Seicento, il Colosseo faceva da sfondo ad un grande edificio romano, in dipinti di altri pittori diventava il soggetto centrale del paesaggio. Gli artisti che, numerosi, da metà del Seicento a tutto l'Ottocento, dipinsero paesaggi con il Colosseo, contribuirono alla conoscenza del monumento e anche alla sua conservazione. I viaggiatori del Gran Tour si facevano ritrarre davanti al monumento: William Page ritrasse sua moglie, sullo sfondo del Colosseo (Detroit, Institute of Arts).
Vincenzo Brenna realizzò ad acquarello sezioni interne ed esterne del monumento, 1769-1770 (Londra, Victoria and Albert Museum).
Le vedute ad olio del Colosseo, anche di grandi dimensioni, si animarono di bovini al pascolo, di viaggiatori, di carretti e asini con mercanzie, di popolane e gentiluominiː scene rurali davanti ad un grandioso, ma cadente anfiteatro romano. Sulle gradinate crebbe una foresta di macchia mediterranea e l'arena fu trasformata in pascolo: elementi che ritroviamo in molti dipinti. Il Colosseo si tinse di romanticismo. I viaggiatori del Gran Tour attendevano le notti di luna piena, per visitarlo. Panini inseriva nei suoi oli anche elementi che non potevano far parte del contesto del Colosseo: una piramide, sculture ellenistiche, un grande vaso di marmo ispirato al Vaso Medici: questi dipinti erano definiti capricci.
Si sperimentavano nuove tecniche: nelle sue vedute romane, Corot avvertiva i primi vagiti dell'Impressionismo; Ippolito Caffi riproduceva l'incendio notturno dei fuochi d'artificio, per una festa popolare all'Anfiteatro Flavio; il pittore spagnolo José Benlliure y Gil, in una tela d'immense dimensioni, fissava un evento, forse mai accaduto, cioè l'ultima predica di San Telemaco contro i gladiatori, al Colosseo: visione notturna e onirica, attraversata da luci algide.
A fine Settecento il Colosseo, tanto amato da pittori e da viaggiatori, era in rovina; ma col ritorno a Roma del papa, dopo la parentesi francese, scattò un bisogno di tutelare e di riparare la struttura e iniziarono anche scavi archeologici controllati. L'Anfiteatro Flavio apparteneva a una chiesa romana e i terreni intorno erano stati frazionati in proprietà private: tutto il complesso, salvo una chiesetta all'interno del Colosseo, fu attribuito al Demanio. Nel 1820 terminarono i lavori dello sperone di sostegno, sul versante occidentale del Colosseo. Lo sterro integrale intorno all'Anfiteatro Flavio, progettato da Carlo Fea, fu documentato da disegni di Luigi Maria Valadier, che nel 1826 concluse i lavori di un secondo contrafforte. Nel 1828 fu scoperta la base del colosso di Nerone, che non era mai stata al centro dell'arena - come appariva in alcuni dipinti cinquecenteschi - ma in una posizione esterna al monumento.
Durante il pontificato di Gregorio XVI furono ricostruite parti mancanti del secondo anello, nel settore meridionale. Nel 1852 l'archeologo e architetto Luigi Canina ricostruì una parte del piano dell'ultimo ordine. Parti dell'area di rispetto del Colosseo furono scavati a fine Ottocento-inizio Novecento, al tempo della moderna urbanizzazione dell'Esquilino. Fu poi rimosso il piano dell'arena, rendendo così inservibile il monumento, per ogni tipo di spettacolo. Con la creazione di via dell'Impero durante gli anni trenta, il monumento ebbe in sorte di diventare un grandioso spartitraffico. Nello stesso periodo, scomparve anche la Meta sudante, sacrificata alla visione del Colosseo, in perfetto asse con via dell'Impero. Durante l'ultima guerra fu usato come deposito di armi dai paracadutisti tedeschi.
Oggi, pavimentata l'intera area che lo circonda, il Colosseo appare all'improvviso, in tutta la sua maestà, alla marea di turisti che esce dalla Metropolitana. Il più visitato monumento d'Italia poco interessa oggi ai pittori: qualche acquerello, ripetuto, mediocre.

## Dipinti

### Colosseo nel Quattrocento
| Autore e titolo                     | Descrizione | Immagine |
| ----------------------------------- | --- | -------- |
| Andrea Mantegna, Orazione nell'orto | tempera su legno, 63x80 cm, 1458-1460, National Gallery (Londra) (Il Colosseo è inserito in una Gerusalemme immaginaria) |          |

### Colosseo nel Cinquecento
| Autore e titolo                                             | Descrizione | Immagine |
| ----------------------------------------------------------- | --- | -------- |
| Giovanni Maria Falconetto, Segno del Cancro                 | affresco, 1515-1520, Palazzo d'Arco |          |
| Anonimo pittore, Veduta del Colosseo                        | affresco, 1544, Musei Capitolini |          |
| Maerten van Heemskerk, Tauromachia al Colosseo in rovina    | olio su tela, 1552, Palais des Beaux-Arts de Lille (Il Nerone colossale, posto al centro dell'arena, dove non era mai stato, è rappresentato nelle vesti di Adoratore del Sole, dio di derivazione egizia) |          |
| Maarten van Heemskerck, Autoritratto a Roma con il Colosseo | olio su tavola, 42.2x54 cm, 1553, Fitzwilliam Museum |          |
| Prospero Fontana e Taddeo Zuccari, Celio e Colosseo         | affresco, Villa Giulia (Nella stessa sala sono affrescati anche gli altri rioni di Roma) |          |
| Paris Bordon, Combattimento di gladiatori                   | olio su tela, 218x329 cm. 1560 circa, Kunsthistorisches Museum |          |
| Antoine Caron, Massacro ordinato dai Triumviri              | paravento a tre pannelli, olio su tela, 116×195 cm, 1566, particolare Museo del Louvre | [ 18 ]   |

### Colosseo nel Seicento
| Autore e titolo                                                                      | Descrizione                                                       | Immagine |
| ------------------------------------------------------------------------------------ | ----------------------------------------------------------------- | -------- |
| Louis de Caullery, Rovine del Colosseo                                               | olio su rame, 26,5x33,5, ante 1604, Museo nazionale di Varsavia   |          |
| Bartholomeus Breenbergh, Predica di san Giovanni Battista                            | olio su tavola, 55,75, 1634, Metropolitan Museum of Art           |          |
| Claude Lorrain, Capriccio con rovine del Foro romano                                 | olio su tela, 8x12 cm, 1634 circa, Art Gallery of South Australia | [ 19 ]   |
| Michelangelo Cerquozzi? e Viviano Codazzi, Rovine classiche con in fondo il Colosseo | olio su tela, 75x90 cm, 1655 circa, Chiswick House                |          |
| Gaspar van Wittel, Veduta del Colosseo                                               | olio su tela, 73x98 cm, fine XVII secolo, Collezione privata      | [ 20 ]   |

### Colosseo nel Settecento
| Autore e titolo                                                         | Descrizione                                                                             | Immagine |
| ----------------------------------------------------------------------- | --------------------------------------------------------------------------------------- | -------- |
| Andrea Locatelli, Veduta del Colosseo con archeologi e operai al lavoro | olio su tela, 123x172, inizio XVIII sec., Fondazione Sorgente Group                     |          |
| Giovanni Paolo Panini, Capriccio romano con il Colosseo                 | olio su tela, 1735, Indianapolis Museum of Art                                          |          |
| Bernardo Bellotto (Canaletto), Colosseo e Arco di Costantino            | olio su tela, 1742 circa, part.                                                         | [ 21 ]   |
| Bernardo Bellotto (Canaletto), Capriccio romano con Colosseo            | olio su tela, 134x118 cm, 1742-1747, Galleria nazionale di Parma                        | [ 22 ]   |
| Antonio Joli, Colosseo e Arco di Costantino                             | olio su tela, 122x187, 1744-1748, Collezione privata                                    |          |
| Bernardo Bellotto (Canaletto), Colosseo                                 | olio su tela, 1745 circa, Galleria Borghese                                             |          |
| Anonimo pittore inglese, British Connaisseurs in Rome                   | olio su tela, 1750 circa, ubicazione sconosciuta (Sullo sfondo Colosseo e Arco di Tito) |          |
| Anton von Maron, Franciszek e Kazimierz Rzewuski a Roma                 | olio su tela, 172,5x122,8 cm, 1772, Castello Reale di Varsavia                          |          |
| Rudolf von Alt, Arco di Costantino e Colosseo                           | acquarello e tracce di matita su carta, 22,5x 42cm, 1872-1873 circa, Collezione privata |          |
| John Inigo Richards, Colosseo                                           | olio su tela, 39,1x51,4 cm, 1776, Yale Center for British Art (Yale University)         |          |
| Carlo Labruzzi, Colosseo                                                | olio su tela, 77x126 cm, 1780, Catherine Palace                                         | [ 24 ]   |
| Christian Ludwig Seehas, Colosseo a Roma                                | olio su tela, 1789                                                                      |          |

### Colosseo nell'Ottocento
| Autore e titolo                                                                         | Descrizione | Immagine |
| --------------------------------------------------------------------------------------- | --- | -------- |
| John Warwick Smith, Interno del Colosseo                                                | acquarello e grafite su carta preparata, 36,8x54,6, inizio XIX secolo, Yale Center for British Art                                         |          |
| John Warwick Smith, Colosseo a Roma                                                     | acquarello e grafite su carta preparata, 52,1x81,3, 1802, Yale Center for British Art                                                      |          |
| Anonimo pittore, Pastore con armenti sotto un'arcata del Colosseo                       | olio su tela, 72x59 cm, 1805 |          |
| Anonimo pittore, Pio VII sostiene le rovine dell'Anfiteatro Flavio                      | affresco, (Anno VII = 1806-1807), Musei Vaticani                                                                                           |          |
| Anonimo pittore, Veduta del Foro Romano e del Colosseo a Roma                           | olio su tela, 111x98 cm, XIX sec. (In primo pieno la fontana e le palme dei giardini del Colle Oppio)                                      |          |
| Fedor Mikhailovich Matveev, Colosseo e Arco di Tito                                     | olio su tela, 1806 |          |
| Christoffer Wilhelm Eckersberg, Vista attraverso tre archi del terzo piano del Colosseo | olio su tela, 32x49.5 cm, 1815-1816, Statens Museum for Kunst                                                                              |          |
| Jean-Charles-Joseph Rémond, Colosseo e Arco di Costantino visti dal Palatino            | olio su carta incollata su tela, 28,6x38,7, 1822-1824, Metropolitan Museum of Art                                                          |          |
| Franz Ludwig Catel, All'interno del Colosseo                                            | olio su tela, 1823 circa, Art Institute of Chicago                                                                                         |          |
| Camille Corot, Veduta del Colosseo attraverso le arcate della Basilica di Costantino    | olio su carta incollata su tela, 23,2x34,8 cm, 1825, Museo del Louvre (una veduta insolita del Colosseo)                                   |          |
| Jean-Baptiste-Camille Corot, Colosseo visto dagli Orti Farnesiani                       | olio su carta incollata su tela, 30x49 cm, 1826 Museo del Louvre                                                                           |          |
| Aleksandr Pavlovič Brjullov, Autoritratto a Roma                                        | acquarello, 30,4x24,6 cm, 1830, Museo russo (San Pietroburgo)                                                                              | [ 26 ]   |
| Franz Ludwig Catel, Visione notturna del Colosseo                                       | olio su tela, 47,5x37 cm, anni Trenta del XIX secolo, Museo dell'Ermitage                                                                  | [ 27 ]   |
| Thomas Cole, Interno del Colosseo                                                       | olio su tela, 1832 |          |
| Rudolf Wiegmann, Colosseo, Foro Romano e Basilica di Santa Francesca Romana             | olio su tela, 69x100 cm, 1835 |          |
| Jodocus Sebastiaen van den Abeele, Vista del Colosseo a Roma                            | olio su tela, 73,9x110 cm, 1837, Museo di belle arti (Gand)                                                                                |          |
| William Turner, Modern Rome - Campo Vaccino                                             | olio su tela, 91,8x122,6, 1839, Getty Center Los Angeles (Il Colosseo è sul fondo)                                                         | [ 28 ]   |
| Pittore monogrammista C. H., Colosseo e meta sudante                                    | olio su carta, 12,5x20 cm, 1840 circa, Collezione privata                                                                                  |          |
| Jean-Achille Benouville, Colosseo visto dal Palatino                                    | olio su tela, 66x98,4 cm, 1844, Dallas Museum of Art                                                                                       |          |
| Camille Corot, Colosseo visto dai Giardini Farnese                                      | carta su tela, 30x49 cm, 1849, Museo del Louvre                                                                                            | [ 29 ]   |
| Ippolito Caffi, Colosseo illuminato a fuochi di bengala                                 | olio su cartoncino intelato, 1856 circa, 36x29                                                                                             | [ 30 ]   |
| Konstantin Flavickij, Martiri cristiani al Colosseo                                     | olio su tela, 1860 circa, Museo-riserva di Rybinsk                                                                                         |          |
| Luigi Querena, Processione all'interno del Colosseo                                     | olio su tela, 133x189,7 cm, 1870, Gallerie d'Italia - Milano                                                                               |          |
| Jean-Achille Benouville, Colosseo visto dal Palatino                                    | olio su tela, 1870, Museo d'Orsay |          |
| Oswald Achenbach, Veduta del Colosseo                                                   | olio su tela, 1877 |          |
| José Benlliure y Gil, La visione del Colosseo o L'ultimo martire                        | olio su tela, 561x728 cm, 1885, Museo del Prado (Rappresenta un evento forse mai avvenuto: la predica di San Telemaco contro i gladiatori) |          |
| Stefan Bakałowicz, Arco di Tito e Colosseo                                              | olio su tela, fine XIX sec. |          |
| Antonietta Brandeis, Colosseo e Arco di Costantino                                      | olio su cartone, 16,5x23,5 cm, XIX secolo                                                                                                  | [ 31 ]   |

### Colosseo nel Novecento
| Autore e titolo             | Descrizione                                                                                  | Immagine |
| --------------------------- | -------------------------------------------------------------------------------------------- | -------- |
| Anna Palm de Rosa, Colosseo | guazzo su carta incollata su tavola, 1900 circa, Collezione privata                          | [ 32 ]   |
| Scipione, Colosseo          | penna e inchiostro e acquarello su carta, 1920-1930 Galleria d'arte moderna di Roma Capitale |          |